# Guy N'dy Assembé
Guy Roland N'dy Assembé (Yaoundé, 28 februari 1986) is een Kameroens voormalig voetballer die speelde als doelman. Tussen 2007 en 2023 was hij actief voor FC Nantes, Valenciennes, AS Nancy, EA Guingamp, Boulogne, US Hostert en FC Jeunesse. Assembé maakte in 2010 zijn debuut in het Kameroens voetbalelftal en kwam uiteindelijk tot zestien interlandoptredens.

## Clubcarrière
FC Nantes was de club waar N'dy Assembé tussen 2004 en 2007 actief was in de jeugdopleiding. In 2007 werd hij doorgeschoven naar het eerste elftal. In zijn eerste twee seizoenen speelde hij drie en zes wedstrijden. Na een verhuurperiode bij Valenciennes kreeg hij een basisplaats bij Nantes. In de zomer van 2011 verkaste de Kameroense doelman naar AS Nancy, waar hij in zijn eerste seizoen een basisplaats had. De tweede jaargang kwam hij tot vijftien duels en daarna werd hij vanaf 2013 voor één seizoen verhuurd aan EA Guingamp. In de zomer van 2019 liet de doelman Nancy achter zich. Tussen januari 2020 en juli 2021 stond N'dy Assembé onder de lat bij Boulogne. Na zijn vertrek bij die club tekende hij voor een jaar bij US Hostert. In juli 2023 zette Assembé op zevenendertigjarige leeftijd een punt achter zijn actieve loopbaan.